# バッド・ヘア・デー
『バッド・ヘア・デー』（原題: Bad Hair Day）は、ディズニー・チャンネル・オリジナル・ムービーの映画。全米公開は2015年2月13日。また、日本では2015年9月27日に放送された。

## ストーリー
プロムの前日。プロムを楽しみにしている少女モニカは、インターネットを使って自分のヘアスタイルを決めてもらったり、プロムクイーンの予想をするなどして、明日を完璧に過ごそうと決めていた。しかし次の朝目が覚めると、ドレスはボロボロ、靴は壊れて、肝心の髪の毛もズタズタに傷んでいた。そんな中、リズという名のFBI捜査官が訪ねて来る。彼女はモニカが偶然購入したアクセサリーが、実は宝石泥棒のピアースに盗まれた本物のダイヤである事を説明する。そしてモニカはその捜査に応じる代わりに、リズにプロムを完璧にする準備に協力してほしいと頼み込む。

## キャスト
※括弧内は日本語吹替
- モニカ - ローラ・マラノ（下山田綾華）
- リズ - リー＝アリン・ベイカー（瀬尾恵子）
- ピアース - クリスチャン・キャンベル（中川慶一）
- エド - クリスチャン・ポール（梅津秀行）
- シエラ- キアナ・マデイラ（大井麻利衣）